# Knoppers

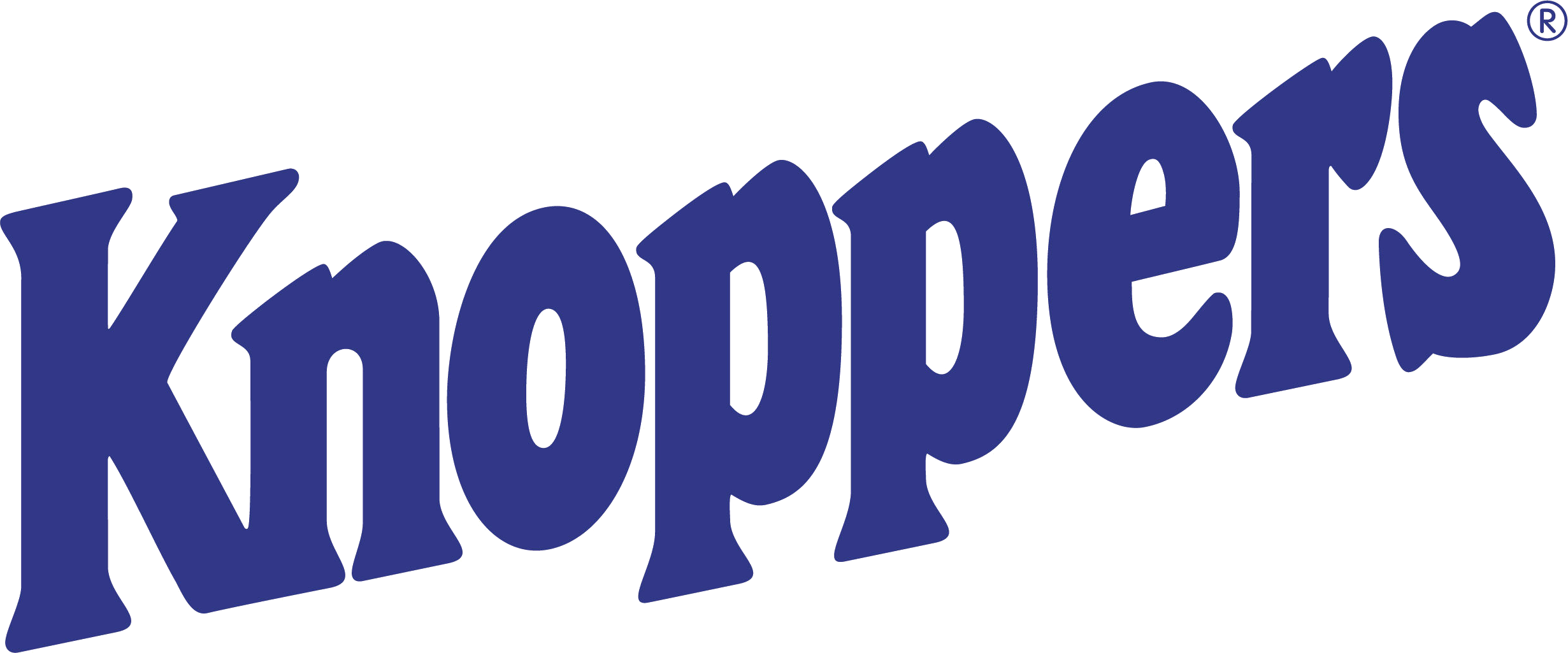
Eingetragene Wort-Bild-Marke

Knoppers ist eine von der August Storck KG produzierte, mit Nougat- und Milchcreme gefüllte Waffelschnitte. Knoppers ist seit 1983 im Handel und neben Deutschland auch in angrenzenden europäischen Ländern, den USA, dem Vereinigten Königreich, Australien, Neuseeland, Vietnam und vereinzelt in Russland erhältlich. Produktionsstandort ist das Werk Ohrdruf.
Eine Waffel wiegt 25 Gramm. Typisch ist die hellblau-weiße Verpackung. Der Name Knoppers ist aus einer Wortspielerei um das Wort „knabbern“ (knabbern – knoppern – Knoppers) entstanden.

## Zusammensetzung
Ein Knoppers besteht aus fünf Schichten: einer Waffel, Haselnusscreme, einer weiteren Waffel, Milchcreme und einer mit kakaohaltiger Pflanzenfettglasur überzogenen Waffel.
Die Zutaten sind (Stand: 13. Juni 2025): Zutaten: Zucker, pflanzliche Fette (Palm, Shea), Weizenmehl (13,5 %), Magermilchpulver (13 %), Haselnüsse (9,2 %), Weizenvollkornmehl (7,2 %),Butterreinfett (2,7 %), Kakao, magerer Kakao, Emulgator: Lecithine (Soja), Salz, Molkenerzeugnis,  Weizenstärke, natürliche Aromen, Backtriebmittel Natriumcarbonat, gemahlene Erdnüsse.
Laut Packungsangaben kann ein Knoppers auch die Allergene Mandel, andere Nüsse und Ei enthalten.
Insgesamt beträgt der Milchanteil der gefüllten Waffelschnitte ca. 10 % (Milchcremefüllung 30,3 %, Nugatcremefüllung 29,4 %).
Der Nährwertgehalt pro 100 g Knoppers beträgt:
| Nährwerte     | pro 100 g          |
| ------------- | ------------------ |
| Brennwert     | 2.277kJ / 546 kcal |
| Eiweiß        | 9,2 g              |
| Kohlenhydrate | 51,6 g             |
| Fett          | 32,8 g             |

## Werbung
Die Waffel wurde u. a. mit den Slogans „Morgens halb zehn in Deutschland“ und „Das Frühstückchen“ beworben. Der Fußballspieler Thomas Müller wurde 2021 Markenbotschafter für Knoppers.
In Österreich lautet der Werbeslogan für Knoppers NussRiegel „Nachmittags halb vier in Österreich“.

## Knoppers NussRiegel

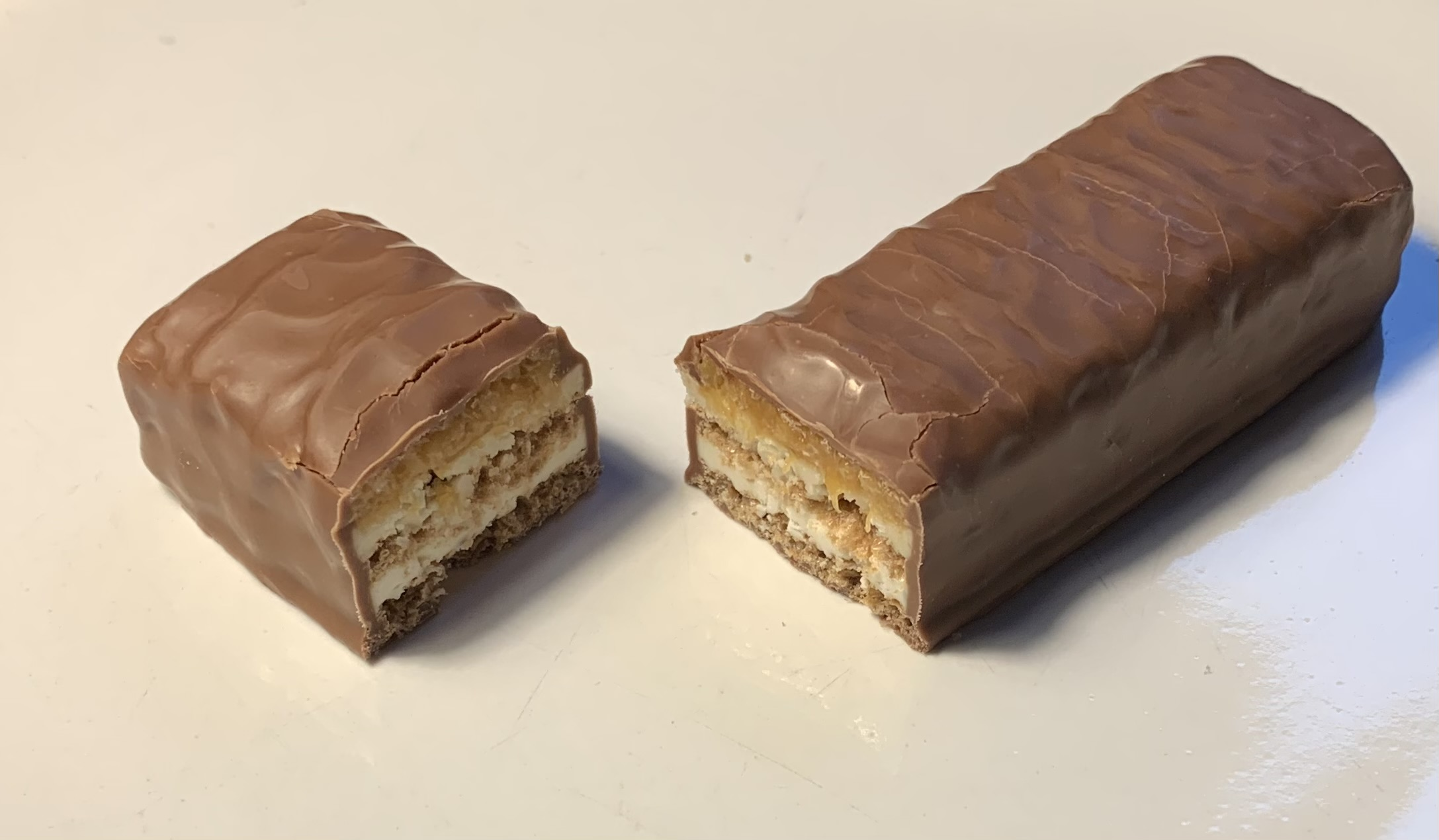
Knoppers KokosRiegel

Seit August 2017 wird der Knoppers NussRiegel angeboten. Der Riegel vereint die Zutaten von Knoppers mit Haselnüssen in Karamell und einer Hülle aus Vollmilchschokolade.
Seit 2020 gibt es auch zwei neue Varianten mit Erdnuss und Kokos.